# Anna Ekberg
Anna Katharina Ekberg (tidigare Nilenius), född 31 maj 1864 i Jönköping, Jönköpings län, död 13 februari 1947 i Danderyds församling, Stockholms län, var en svensk poet och djurättsaktivist. Hon var en vegetarisk pionjär i Sverige och utgav en vegetarisk kokbok. 